# スタウアブリッジFC
スタウアブリッジ・フットボールクラブ（Stourbridge Football Club）はイングランド、ウェスト・ミッドランズ、ダドレー内、スタウアブリッジを本拠地とするサッカークラブチームである。サザンフットボールリーグ・プレミアディヴィジョン・セントラル（7部相当）に所属。

## 名称変更
- 1876-1880 スタウアブリッジ・スタンダードFC
- 1880-現在 スタウアブリッジFC

## タイトル

### 国内タイトル
- サウザンリーグ・ミッドランドディヴィジョン:1回

1991-1992
- サウザンリーグ・ディヴィジョン1・ノース:1回

1973-1974
- バーミンガム・コンベイション:1回

1951-1952
- バーミンガム・シニアカップ:4回

1949-1950,1958-1959,1967-1968,2017-2018
- バーミンガムリーグ:1回

1923-1924
- ハートフォードシャー・シニアカップ:1回

1954-1955
- ウスターシャー・シニアカップ:9回

1904-1905,1905-1906,1919-1920,1921-1922,1923-1924
1927-1928,1949-1950,1967-1968,1980-1981
- ウスター・チャリティーカップ:1回

1887-1888

### 国際タイトル
- なし